# Ludolf de Gubbio
Ludolf de Gubbio o Lodolf (Gubbio, Úmbria, ca. 956 - Abadia de Fonte Avellana, 1047) fou un eclesiàstic d'identificació insegura, a qui s'ha atribuït la fundació de l'eremitori de Fonte Avellana i, a partir d'ell, de l'Orde de Fonte Avellana. És venerat com a beat per l'Església catòlica. La seva existència, com molts detalls de la seva vida, s'ha qüestionat, ja que no n'existeixen proves documentals.

## Llegenda
Ludolf era fill de Giso, de família germànica establerta a Gubbio; algunes històries diuen que era de la família Pamphili i l'anomenen Lodolfo Pamphili. Havia nascut a Gubbio cap al 956. El 977 va deixar la família i amb un amic anomenat Giuliano, va començar a fer vida eremítica a la falda del Catria (Apenins), a mitjana altura (700 m sobre el nivell del mar), anomenat Fonte Avellana per la presència d'una deu d'aigua. Aviat començaren a arribar altres persones que volien imitar-los, establint-se al voltant. Cap al 989, la comunitat era prou gran i Ludolf va organitzar-la, demanant una regla de vida a Romuald de Ravenna, que llavors era a la regió. La comunitat fou coneguda com a Congregació del Colom, per la puresa del fundador.
Cap a l'any 1000, Ludolf va fer construir el primer eremitori per a la comunitat, amb un oratori dedicat a Sant Andreu apòstol, i aviat començaren a ésser coneguts com a Eremites de Fonte Avellana. Segons algunes tradicions, en 1009 Ludolf va deixar el priorat de Fonte Avellana en ésser nomenat bisbe de Gubbio, fins que va dimitir en 1012 i tornà a l'eremitori. És probable que deixés el càrrec de prior en 1009 i hi fos succeït per Julià, però no hi ha cap prova que fos bisbe; en alguns episcopologis posteriors s'identifica amb el bisbe Julià, anomenant-lo, per fer-lo coincidir, bisbe Ludolf Julià.
Va morir a Fonte Avellana en 1047, essent soterrat a la cripta de l'església.

## Historicitat

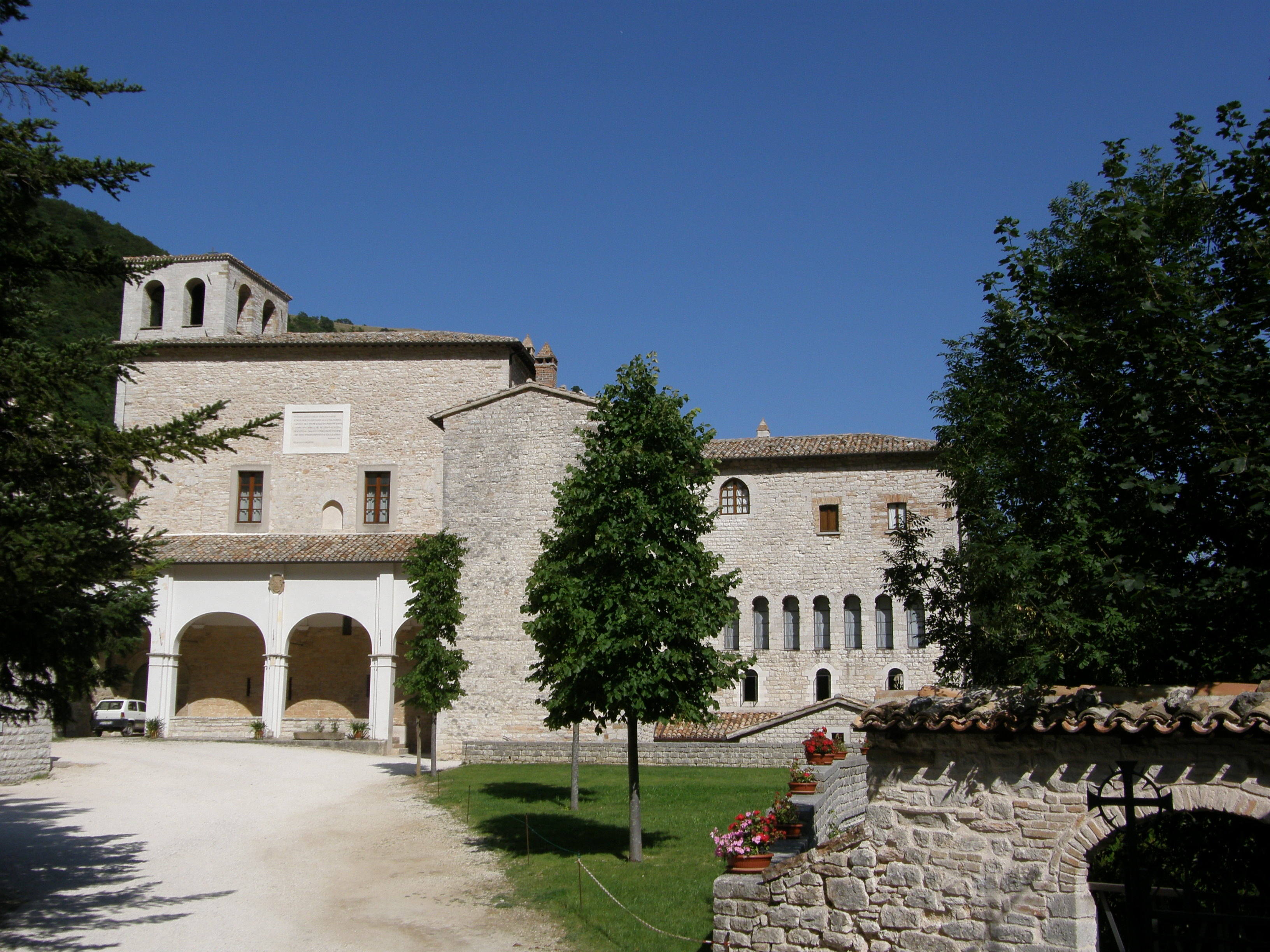
Abadia de Fonte Avellana en l'actualitat.

La inexistència de fons històriques fa difícil que se sàpiga del cert si realment va ésser una persona real o una figura llegendària creada per a explicar l'antic origen de la Congregació de Fonte Avellana. De fet, també s'ha dit que Fonte Avellana va ésser fundat per Romuald de Ravenna en començar el segle xi. El més probable és que l'eremitori ja existís cap al final del segle x i potser fos fundat per alguna d'aquestes persones, Ludolf o Romuald, però la congregació, com a tal, és posterior, i els seus orígens es poden remuntar a sant Pere Damià, prior de Fonte Avellana, que va reunir diversos eremitoris i cenobis dispersos per les Marques, Úmbria, la Romanya i els Abruços i els va agrupar en una congregació, redactant-ne una regla de vida.